# Пляцук Леонід Дмитрович
Леоні́д Дми́трович Пляцу́к (нар. 22 жовтня 1950, м. Булаєво Північно-Казахстанської обл., Казахська РСР) – український вчений, інженер, викладач, доктор технічних наук (1991), професор (1992), завідувач кафедри екології та природозахисних технологій Сумського державного університету, академік Інженерної академії України, академік Міжнародної академії наук екології та безпеки життєдіяльності.

## Біографія
Народився 22 жовтня 1950 р. у сім’ї службовця. 
1968 р. – закінчив середню школу № 29 м. Шимкент (Казахстан). 
1968 р. – одразу після закінчення школи працював слюсарем в одному з казахських радгоспів. 
1975 р. – закінчив  Казахський хіміко-технологічний інститут з відзнакою, отримав спеціальність – автоматизація і комплексна механізація хіміко-технологічних процесів, кваліфікація – інженер-технолог з автоматизації. 
Трудову діяльність Леонід Пляцук розпочав у освітянській галузі, де пройшов шлях від асистента до першого проректора Казахського хіміко-технологічного інституту.
1975-1977 рр. – працював інженером-електронщиком у Казахському хіміко-технологічному інституті.
1980 р. – закінчив аспірантуру Казахського хіміко-технологічного інституту.
З 1981 р. працював старшим викладачем кафедри автоматизації Казахського хіміко-технологічного інституту.
У 1982 р. успішно захистив кандидатську дисертацію. 
У 1984-1988 рр. обіймав посаду декана факультету механізації обладнання та автоматизації виробництва Казахського хіміко-технологічного інституту.
З 1988 р. – проректор з навчальної роботи Казахського хіміко-технологічного інституту.
1990 р. – захистив докторську дисертацію у Московському хіміко-технологічному інституті. Тема докторської дисертації: «Принципи розрахунку та конструювання прямотечійних масообмінних апаратів з регулярною рухомою насадкою» зі спеціальності 05.17.08 – процеси та обладнання хімічної технології. 
1991 р. – став першим проректором, в.о. ректора Казахського хіміко-технологічного інституту.
1992 р. – разом із сім’єю переїхав до України (м. Суми).  
1992 р. – професор кафедри хімічної техніки та промислової екології Сумської філії Харківського політехнічного інституту (нині – Сумський державний університет). 
1995 р. – до нині – завідувач кафедри прикладної екології СумДУ (1995-2000 рр. – кафедра мала назву «Прикладна екологія та безпека життєдіяльності»; 2000-2020 рр. – кафедра  прикладної екології; з 1 липня 2020 р. кафедру прикладної екології було реорганізовано у кафедру екології та природозахисних технологій).
2005 р. – Леонід Дмитрович обіймав посаду першого заступника директора ТОВ «Сумитеплоенерго», а згодом став генеральним директором підприємства. 
2016 р. – звільнився з посади генерального директора ТОВ «Сумитеплоенерго». 

## Наукова діяльність
Леонід Пляцук є експертом Наукової ради МОН України за фаховим спрямуванням «Охорона навколишнього середовища» (з 2019 р.), членом Науково-технічної ради Держводагентства, членом науково-технічної ради природного заповідника "Михайлівська цілина", членом Басейнової ради середнього Дніпра (з 2018 р.). 
Входить до складу Всеукраїнського науково-технічного центру «Екологія та діалектика», Сумської міської громадської організації «Наше місто». 
Є академіком Інженерної академії України та Міжнародної академії наук екології та безпеки життєдіяльності. Тривалий час був головою Сумського обласного відділення Інженерної академії України. 
Входить до складу вченої ради СумДУ. 
Здійснює підготовку аспірантів та докторантів; наукове консультування установ, підприємств, організацій (ТОВ «Буднафтогаз», СП «Технополіс»). Бере участь в атестації наукових працівників як офіційний опонент. Під керівництвом Пляцука Л. Д. захищено 6 докторських та понад 20 кандидатських дисертацій.
У різні роки – голова постійної спеціалізованої вченої ради СумДУ: 2016-2017 рр. – вченої ради К 55.051.04 за спеціальністю 21.06.01 – екологічна безпека; 2017-2020 рр. – вченої ради Д 55.051.04 за спеціальністю 21.06.01 – екологічна безпека; 2022 р. – по теперішній час – вченої ради Д 55.051.04 за спеціальностями 21.06.01 – екологічна безпека та 05.17.08 – процеси та обладнання хімічної технології.
Член редакційної колегії наукового видання, включеного до переліку видань, що індексуються базою даних Scopus – Журнал інженерних наук (видавець: Сумський державний університет).
Учасник різних конференцій, з’їздів та конкурсів: VI Всеукраїнський з’їзд екологів з міжнародною участю, 2017 р.; Міжнародна науково-практична конференція «Сучасні інноваційні та інформаційні технології в перевезенні небезпечних вантажів», 2019 р.; Міжнародна онлайн-конференція «Пріоритети стратегії нового зеленого курсу», м. Люблін (Польща), 2021 р.; VIIІ Міжнародна щорічна конференція «Промислові технології та інжиніринг», м. Шимкент (Казахстан), 2021 р. та ін. Неодноразово отримував подяки та сертифікати за активну участь.
Бере участь у програмах академічної мобільності наукового спрямування та у наукових стажуваннях: «Дослідження ефективності застосування для енергетичних цілей біогазу, виробленого з різних сировинних ресурсів» на базі Природничого університету м. Люблін (Польща), 2019 р.; стажування на базі Природничого університету м. Познань (Польща), 2023 р.
Підтримує наукові зв’язки із вченими з Івано-Франківського національного технічного університету нафти і газу, Національного університету "Львівська Політехніка", Національного університету кораблебудування імені адмірала Макарова, Національного університету цивільного захисту України, Вінницького національного технічного університету та ін.
Наукові інтереси: екологічні ризики; процеси та апарати природозахисних технологій; моніторинг стану навколишнього середовища; енергоефективні технології; екологічне інспектування; раціональне використання природних ресурсів; захист навколишнього середовища від відходів промислових комплексів; утилізація відходів у процесі переробки вуглеводневої сировини; процеси та обладнання хімічних технологій; питання розробки, створення і впровадження наукових технологій у хімічну та нафтогазову промисловість й енергетику, а також тих технологій, що сприяють високій ефективності теплоенергетичних підприємств. 

## Організаційна діяльність
Завдяки зусиллям Пляцука Л. Д. та його колег (Стрельцова В. В., Парфененка Г. О., Гурець Л. Л., Аблєєвої І. Ю., Василеги В. Д. та ін.) відбулося становлення кафедри прикладної екології СумДУ та наразі триває її активне функціонування. На сьогодні на кафедрі працює 2 професори та 5 докторів наук (Пляцук Л. Д., Гурець Л. Л., Аблєєва І. Ю., Черниш Є. Ю., Козій І. С.).
1992 р. – з ініціативи Холіна Б. Г. була створена секція «Охорона навколишнього середовища». 1995 р. – розпочинає свою роботу кафедра «Прикладна екологія та безпека життєдіяльності», до складу якої увійшла секція «Охорона навколишнього середовища». Наступного року відбувся перший випуск інженерів-екологів. У 2000 р. кафедра була перейменована на кафедру «Прикладна екологія».
На кафедрі під керівництвом Пляцука Л. Д. постійно ведеться наукова робота щодо розроблення технологій захисту довкілля, зокрема на базі Наукового центру прикладних екологічних досліджень, Науково-навчального центру екології та нових технологій, лабораторії біогазових технологій та лабораторій філій кафедри – Державній екологічній інспекції в Сумській області, КП «Міськводоканал», РВВР Сумської області. 
Під керівництвом Пляцука Л. Д. сформована наукова школа "Розробка технології захисту атмосферного повітря, об’єктів гідросфери та геосфери. Біотехнологічні процеси захисту навколишнього середовища". 
Виконує роботу з керівництва студентами, які займають призові міста у міжнародних та всеукраїнських олімпіадах, конференціях та конкурсах наукових робіт, зокрема ІІ етапу Всеукраїнського конкурсу студентських наукових робіт. Неодноразово нагороджувався подяками та грамотами за активну участь та багаторічну плідну працю у роботі галузевої конкурсної комісії ІІ етапу Всеукраїнського конкурсу студентських наукових робіт; за високий рівень підготовки учасника; за високоякісну роботу у складі журі.
Керівник різних науково-дослідних робіт та наукових досліджень, міжнародних наукових проєктів: спільна українсько-чеська науково-дослідна робота «Біоенергетичні інновації в рециклінгу відходів та раціональному використанні природних ресурсів» на 2021-2022 рр. (організації-співвиконавці проєкту: Сумський державний університет та Чеський університет природничих наук м. Прага); Ініціативний грант STINT на тему: «Просування до циркулярної біоосновної економіки за допомогою біогазових рішень у Сумах, Україна» на 2020-2022 рр. (організації-співвиконавці проєкту: Сумський державний університет та Лінчепінзький університет, Швеція); дослідження у галузі екології та технологій захисту навколишнього середовища за тематикою «Оцінка техногенного навантаження регіону при зміні інфраструктури промисловості" (№ державної реєстрації 0121U114478); виконавець НДР «Зменшення антропогенного впливу на навколишнє середовище підприємств хімічної та машинобудівної промисловості та теплоенергетики» (номер державної реєстрації: 0116U006606) та ін.
Досвідчений фахівець та відмінний організатор виробничого процесу: більше 10 років обіймав посаду генерального директора ТОВ «Сумитеплоенерго». За роки керівництва Леоніда Пляцука на підприємстві ТОВ «Сумитеплоенерго» було розроблено перспективний план з удосконалення та технологічного оснащення Сумської ТЕЦ та підприємства загалом; проведено розробку та впровадження заходів з реконструкції технології підприємства; оптимізовано розподіл і виробництво теплової енергії. Здійснено ряд заходів для забезпечення стабільної роботи, серед яких: встановлення та введення в експлуатацію нової турбіни Р-12-35/5М потужністю 12 МВт зі збільшенням генерації Сумської ТЕЦ на 12 МВт; введення в експлуатацію автоматизованої системи обліку тепла; модернізація роботи оборотного водопостачання, золовідвалу та системи гідрозоловидалення, введення в експлуатацію головної акумуляторної батареї тощо. 

## Викладацька діяльність
Пляцук Л. Д. здійснює викладацьку діяльність у Сумському державному університеті з таких дисциплін: техноекологія; автоматичний контроль та прилади виміру параметрів навколишнього середовища; основи технологій захисту навколишнього середовища; сучасні наукові знання в галузі технологій захисту навколишнього середовища; інноваційні підходи до розроблення технологій захисту довкілля.

## Нагороди
Нагороджений орденом імені М. Ломоносова.
Нагороджений почесними грамотами Міністерства палива та енергетики України і Асоціації «УкрТЕЦ». 
Є лауреатом Всеукраїнського конкурсу «Лідер паливно-енергетичного комплексу». 
Переможець конкурсу «Кращий роботодавець Сумщини» за стабільне і якісне надання послуг під час опалювального сезону 2006-2009 років.
2009 р. – нагороджений почесним знаком Сумської міської ради «За заслуги перед містом» ІІІ ступеня за зразкове виконання трудових обов’язків та вагомий особистий внесок у розвиток енергетики міста (відповідно до рішення виконавчого комітету від 12.10.09 № 867-р).
2010 р. – нагороджений почесним знаком Сумської міської ради «За заслуги перед містом» II ступеня з нагоди 5-річчя ТОВ «Сумитеплоенерго»  (відповідно до рішення виконавчого комітету від 23.09.10 № 583).
2010 р. – отримав золоту медаль «За трудові заслуги» як кращий співробітник підприємств-лідерів економіки України, які своєю наполегливою працею, досвідом та професіоналізмом сприяли розвитку та здобуття звання «Лідер галузі».
2010 р. – удостоєний почесної нагороди за визначні звершення ІІІ ступеня в професійній та громадській діяльності, вагомий внесок у розвиток економіки, науки та культури від Міжнародної іміджевої програми Лідери ХХІ століття (відповідно до рішення Експертної ради від 29.07.10).
2012 р. – присвоєно почесне звання «Заслужений енергетик України» за вагомий особистий внесок у розвиток вітчизняного енергетичного комплексу, багаторічну сумлінну працю та високий професіоналізм (відповідно до Указу Президента України від 21 грудня 2012 р. № 709).
2018 р. – подяка голови Сумської обласної державної адміністрації за багаторічну сумлінну працю, високий професіоналізм, вагомий особистий внесок у підготовку висококваліфікованих спеціалістів, плідну науково-педагогічну діяльність та з нагоди 70-річчя від дня заснування Сумського державного університету (відповідно до розпорядження голови Сумської обласної державної адміністрації від 17.09.2018 № 101-К/З). 
2019 р. – отримав грамоту Сумської обласної ради за вагомий особистий внесок у реалізацію державної політики в галузі створення належних, безпечних і здорових умов праці та з нагоди Дня охорони праці в Україні (відповідно до розпорядження Сумської обласної ради від 19.04.2019 № 48-к). 
2019 – лауреат Премії Кабінету Міністрів України. Робота авторського колективу СумДУ «Розробка та впровадження інноваційної технології виробництва екологічно чистих агроефективних мінеральних добрив на базі нових видів фосфатної сировини», до складу якого входить і Леонід Пляцук, була відзначена Премією Кабінету Міністрів України за розроблення та впровадження інноваційних технологій. Розробка була спрямована на те, щоб зробити виробництво і застосування добрив більш екологічно безпечним та енергоощадним, сприяти вирощенню екологічно чистих продуктів без негативного впливу добрив на довкілля.
2021 р. – отримав медаль від Національного університету цивільного захисту України за підтримку наукових зв’язків.
2023 р. – призначено довічно стипендію Кабінету Міністрів України за видатні заслуги у сфері вищої освіти (відповідно до розпорядження Кабінету Міністрів України від 29.09.2023 № 858-р).

## Вибрані праці
Автор понад 500 наукових праць, автор винаходів і багатьох наукових публікацій, серед яких монографії, підручники, навчальні посібники, численні статті у фахових виданнях. 
Наукові профілі
ORCID ID
Scopus Author ID
Google Scholar ID
Монографії
- Основы гидродинамики и массопереноса в роторных массообменных аппаратах: монография / Л. Д. Пляцук, В. П. Шапорев, В. Ф. Моисеев и др. — Сумы: Сумский государственный университет, 2013. — 179 с. —ISBN 978-966-657-486-5
- Сучасні напрями підвищення екологічної безпеки виробництва соди: монографія / В. П. Шапорєв, М. А. Цейтлін, В. Ф. Райко та ін. — Суми: Сумський державний університет, 2014. — 246 с. — ISBN 978-966-657-527-5
- Пляцук Л. Д. Синергетика: нелинейные процессы в экологии: монография / Л. Д. Пляцук, Е. Ю. Черныш. — Сумы: Сумский государственный университет, 2016. — 229 с. — ISBN 978-966-657-606-7
- Аблєєва І. Ю. Системний підхід до підвищення екологічної безпеки нафтовидобувних територій: монографія / І. Ю. Аблєєва, Л. Д. Пляцук. — Суми : Сумський державний університет, 2021. — 275 с. — ISBN 978-966-657-870-2

Підручники та навчальні посібники
- Пляцук Л. Д. Процеси та апарати природоохоронних технологій. Теоретичні основи: підручник / Л. Д. Пляцук, Л. Л. Гурець. — Суми: Університетська книга, 2011. — 270 с. — ISBN 978-966-680-554-9
- Геоінформаційні технології в екології: навч. посіб. / І. В. Пітак, А. А. Негадайлов, Ю. Г. Масікевич та ін. — Суми: Сумський державний університет, 2012. — 268 с.
- Спеціальне обладнання та процеси органічної хімії: підручник / В. П. Шапорев, Л. Д. Пляцук, В. Ф. Моісеєв та ін. — Харків: Технологічний Центр, 2013. — 272 с. — ISBN 978-966-97289-0-6
- Процеси та апарати природоохоронних технологій: підручник в 2-х т. Т.1 / Л. Д. Пляцук, Р. А. Васькін, В. П. Шапорев та ін. — Суми: Сумський державний університет, 2017. — 435 с. — ISBN 978-966-657-688-3
- Процеси та апарати природоохоронних технологій: підручник в 2-х т. Т.2 / Л. Д. Пляцук, Р. А. Васькін, В. П. Шапорев та ін. — Суми: Сумський державний університет, 2017. — 521 с. — ISBN 978-966-657-689-0
- Системні дослідження навколишнього середовища: корпоративні екологічні системи, хімічна екологія : підручник / Л. Д. Пляцук, Т. В. Козуля, Л. Л. Гурець та ін. — Харків: НТУ «ХПІ», 2018. — 460 с. — ISBN 978-966-680-861-8
- Пляцук Л. Д. Екологічна біотехнологія: принципи створення біотехнологічних виробництв: навч. посіб. / Л. Д. Пляцук, Є. Ю. Черниш. — Суми: Сумський державний університет, 2018. — 293 с. — ISBN 978-966-657-739-2
- Аблєєва І. Ю. SWOT-аналіз соціо-економіко-екологічних систем: навч. посіб. / І. Ю. Аблєєва, Л. Д. Пляцук. — Суми: СумДУ, 2022. — 229 с. —ISBN 978-966-657-925-9

Публікації у виданнях, що індексуються БД Scopus та/або Web of Science
- The influence of phosphogypsum addition on phosphorus release in biochemical treatment of sewage sludge / Y. Chernysh, M. Balintova, L. Plyatsuk et al. // International Journal of Environmental Research and Public Health. — 2018. — № 15. — P. 1269.
- Research into biotechnological processes of plant Snutrition stimulation by the products of phosphogypsum disposal in gas cleaning systems / L. Plyatsuk, Y. Chernysh I. Ablieieva et al. // Eastern-European Journal of Enterprise Technologies. — 2018. — Vol. 3, №. 10 (93). — P. 6–14.
- Chernysh Y. The protective functions stimulation of the soil complex with the use of biogenic composites based on the sewage sludge and phosphogypsum / Y. Chernysh, L. Plyatsuk, T. Dychenko // Journal of Solid Waste Technology and Management. — 2019. — Vol. 45, №. 2. — P. 226–233.
- Study of the magnetic water treatment mechanism / I. Vaskina, I. Roi, L. Plyatsuk et al. // Journal of Ecological Engineering. — 2020. — Vol. 21(2). — P. 251–260.
- The process of environmentally safe biochemical recycling of phosphogypsum / L. Plyatsuk, M. Balintova, Y. Chernysh et al. // Lecture Notes in Mechanical Engineering. — 2020. — P. 843–852.
- Patterns of pollutants distribution from vehicles to the roadside ecosystems / I. Vaskina, L. Plyatsuk, R. Vaskin et al. // Lecture Notes in Mechanical Engineering. — 2020. — P. 893–902.
- Modelling and development of technological processes for low rank coal bio-utilization on the example of brown coal / L. Plyatsuk, Y. Chernysh, I. Ablieieva et al. // Fuel. — 2020. — Vol. 267. — 117298.